# Eumelea infulata
Eumelea infulata là một loài bướm đêm trong họ Geometridae.